# Radda in Chianti

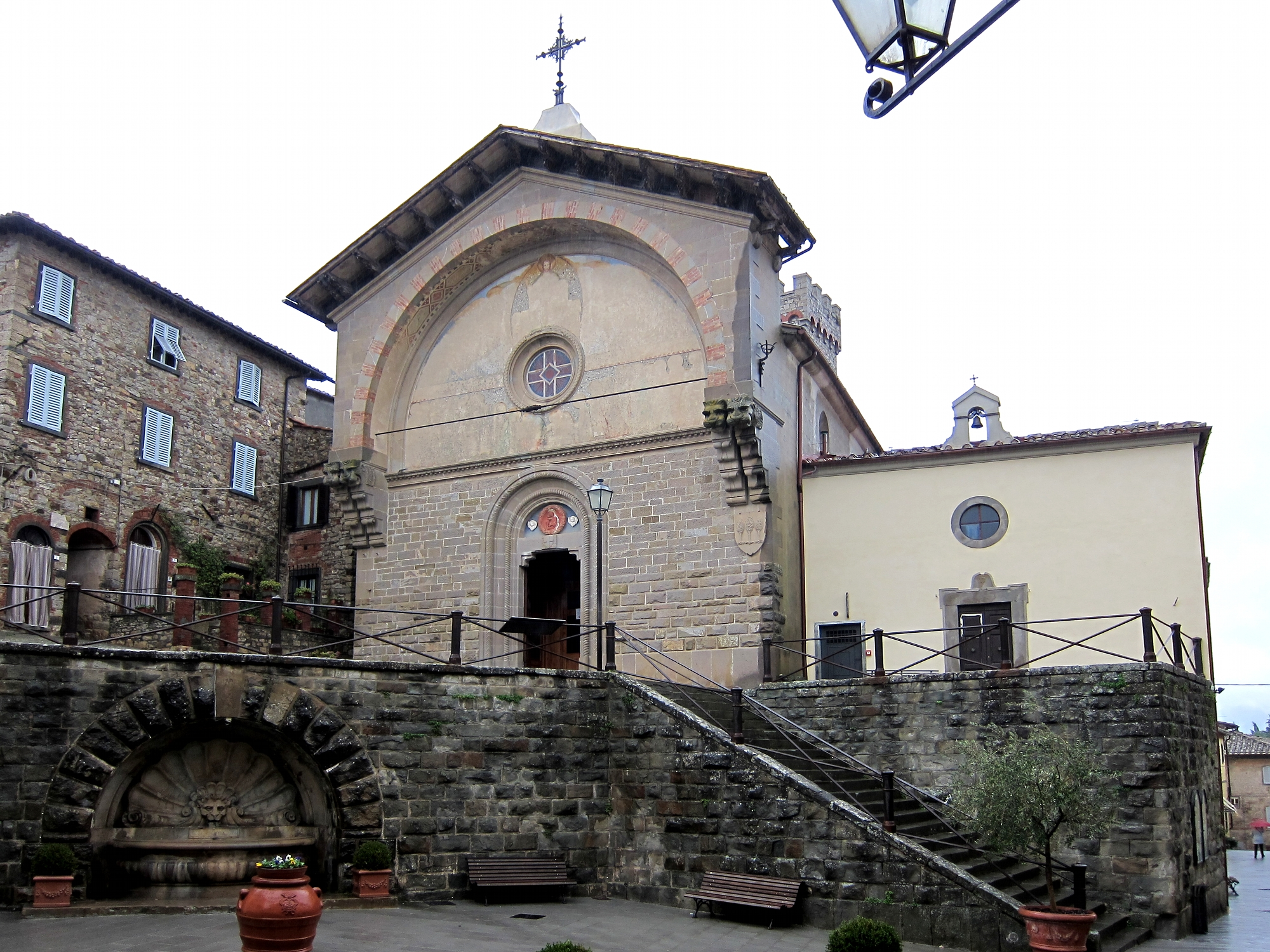
Een van de kerken in Radda in Chianti

Radda in Chianti is een gemeente in de Italiaanse provincie Siena (regio Toscane) en telt 1666 inwoners (31-12-2013). De oppervlakte bedraagt 80,6 km², de bevolkingsdichtheid is 21 inwoners per km².

## Geschiedenis
Uit archeologische opgravingen bleek dat de dorpskern al rond 2000 voor Christus bewoond werd en rond 1000 voor Christus door de Etrusken werd veroverd. In 1415 werd Radda aangewezen als hoofdstad van de Lega del Chianti.

## Demografie
Het aantal inwoners van Radda in Chianti steeg in de periode 1991-2013 met 2% volgens ISTAT.
| Jaar | Inwoneraantal |
| ---- | ------------- |
| 1991 | 1633          |
| 2001 | 1669          |
| 2004 | 1715          |
| 2010 | 1690          |
| 2013 | 1666          |

## Geografie
De gemeente ligt op ongeveer 530 m boven zeeniveau.
Radda in Chianti grenst aan de volgende gemeenten: Castellina in Chianti, Castelnuovo Berardenga, Cavriglia (AR), Gaiole in Chianti, Greve in Chianti (FI).